# Moxori
Moxori (łac. Diocesis Moxoritanus) – stolica historycznej diecezji we Cesarstwie rzymskim w prowincji Numidia zlikwidowana w VII w. podczas ekspansji islamskiej, współcześnie w północnej Algierii. Obecnie katolickie biskupstwo tytularne. 

## Biskupi tytularni
| Lp. | Biskup         | Funkcja                            | Od                  | Do               |
| --- | -------------- | ---------------------------------- | ------------------- | ---------------- |
| 1   | Michel Callens | biskup-prałat Tunisu (Tunezja)     | 9 stycznia 1965     | 19 sierpnia 1990 |
| 2   | Daniel Adwok   | biskup pomocniczy Chartumu (Sudan) | 6 października 1992 |                  |